# شعبة بن الحجاج
أَبُو بِسْطَام شعبةُ بْنُ الحَجَّاج بن الورد العتكي الأزدي البصري  (85 هـ-160 هـ)(1) مولى الأشاقر؛ من التابعين، واسطي الأصل عالم أهل البصرة وشيخها. سكن البصرة منذ الصغر وفيها توفي.
رأى من الصحابة أنس بن مالك، وعمرو بن سلمة، وسمع من أربعمئة من التابعين.
رأى الحسنَ البصري وأخذ عنه وحدث عن أنسِ بن سيرينَ وإسماعيل بن رجاء وسلمة بن كهيل وجامع بن شداد وسعيد بن أبي سعيد المقبري وجبلة بن سحيم والحكم بن عتيبة وعمرو بن مرة الجملي وزبيد بن الحارث اليامي وقتادة بن دعامة ومعاوية بن قرة وأبي جمرة الضبعي وعمرو بن دينار ويحيى بن أبي كثير وعبيد بن الحسن وعدي بن ثابت وطلحة بن مصرف والمنهال ن عمرو وسعيد بن أبي بردة وسماك بن الوليد وأيوب السختياني ومنصور بن المعتمر محمد بن سيرين ومحمد بن جحادة وسمع قتادة بن دعامة ويونس بن عبيد وعبد الملك بن عمير وأبا اسحاق السبيعي وطلحة بن مصرف ويحيى بن سعيد الأنصاري وخلقاً غيرهم من طبقتهم؛ روى عنه أيوب السختياني والأعمش ومحمد بن إسحاق وإبراهيم بن سعد وسفيان الثوري وشريك بن عبد الله بن أبي نمر وسفيان بن عيينة والحسن بن موسى الأشيب وغيرهم.
كان شعبة في البداية مهتمًا باللغة والشعر، وبلغ بهما مبلغًا، حتى قال فيه الأصمعي: (لم نر أحدًا قط أعلم بالشعر من شعبة).
ثم تحول إلى الحديث، وذلك في حادثة ذكرها هو: (كنت ألزم الطرماح [شاعر إسلامي] اسأله عن الشعر، فمررت يومًا بالحكم بن عتيبة وهو يقول: حدثنا يحيى بن الجزرا وقال: حدثنا زيد بن وهب وقال: حدثنا مقسم، فأعجبني، وقلت: هذا أحسن من الذي اطلب – أعني الشعر – فمن يومئذ طلبت الحديث).
وقد كان هذا بعد سنة 109 هـ، ذلك أنه فاتته الرواية عن الشعبي الذي توفي في تلك السنة.
ركب شعبة يوماً حماره فلقيه سليمان بن المغيرة فشكا إليه الفقر والحاجة، فقال: «والله ما أملك غير هذا الحمار،» ثم نزل عنه ودفعه إليه فابتيع بستة عشر درهماً.

## صفاته التي اشتهر بها

### علمه بالحديث
قال فيه سفيان الثوري: (شعبة أمير المؤمنين في الحديث).
قال ابن أبي حاتم: (يعني فوق العلماء في زمانه).
قال فيه أحمد بن حنبل فيه: (لم يكن في زمن شعبة مثله في الحديث، ولا أحسن حديثًا منه، قسم له من هذا حظ).
قال عبد الله بن أحمد عن أبيه: (كان شُعبة أمة وحده في هذا الشأن، أي في الرجال وبصره بالحديث وتثبته وتنقيه للرجال).
قال الشافعي فيه: (لولا شُعبة ما عُرف الحديث بالعراق).
قال حماد بن زيد: (ما أبالي من خالفني إذا وافقني شُعبة، إذا خالفني شُعبة في شيء تركته).

### زهده
أكثر ما اشتهر به بعد علم الحديث هو زهده في الدنيا. وقد ترك الدنيا بما فيها وانقطع للحديث، حتى ما أكل من كسب يده قط.
قال فيه الذهبي: (وهب له المهدي ثلاثين ألف درهم، فقسمها).
وقال ابن عيينة: (سمعت شعبة يقول: من طلب الحديث أفلس، بعت طست أمي بسبعة دنانير).
قال أبو عبد الله: (أقام شعبة على الحكم بن عتيبة ثمانية عشر شهرًا حتى باع جذوع بيته).

### عطفه على الفقراء والمساكين
وقال النضر بن شميل: «ما رأيت أرحم بمسكين من شعبة؛ كان إذا رأى المسكين لا يزال ينظر إليه حتى يعطى. وكان يقول: والله لأنا في الشعر أسلم مني في الحديث، ولو أردت الله لما خرجت إليكم، ولو أردتم الله ما حييتموني، ولكنا نحب المدح ونكره الذم.»
لقيه سليمان بن المغيرة يومًا وهو راكب حماره، فشكا إليه الفقر والحاجة، فقال: (والله ما أملك غير هذا الحمار) ثم نزل عنه ودفعه إليه.

### تعبده
اشتهر شعبة أيضًا بكثرة عبادته، فقال فيه سفيان الثوري: (شعبة إمام المتقين).
وقال فيه أبو بكر البكراوي: (ما رأيت أعبد لله من شعبة؛ لقد عبد الله حتى جف جلده على ظهره).

### غيرته على الحديث
كان غيورًا على الحديث، يلاحق الرواة غير المؤهلين لذلك، فإما أن يكفوا عن الحديث أو يشكوهم. وقال في ذلك الشافعي: (كان شعبة يجيء إلى الرجل [يعني الذي ليس أهلًا للحديث] فيقول: لا تحدث وإلا استعديت عليك السلطان).
وفي همته في حفظ الحديث ونشره قام بعد أن طهره من كل دخيل بالعمل على حفظه في صدور الرجال، فنشط في مهمة نشره بين العراقيين خوفًا عليه من الضياع.
قال بقية بن الوليد، سمعت شعبة يقول: (إني لأذاكر بالحديث يفوتني، فأمرض).

## ممن روى عنهم من التابعين
سمع من 400 من التابعين، أشهرهم:
قتادة بن دعامة السدوسي البصري.
أنس بن سيرين الأنصاري.
عمرو بن مرة بن عبد الله بن طارق الجملي.
سعد بن إبراهيم بن عبد الرحمن بن عوف الزهري.
أيوب بن أبي تميمة كيسان السختياني البصري.
سليمان بن مهران الأسدي الكوفي الأعمش.
- وقد تفرد دون غيره بالرواية عن:

محمد بن عبد الجبار.
محمد بن النعمان الكوفي.
محمد بن أبي عائشة.
عبد الله بن أبي رائطة.
نصر بن عبد الله ن هانئ.
عبد الحميد بن واصل البصري.
عبد الرحمن بن العداء.
عبد الواحد بن المالكي.
عبد الأكرم (يقال اسمه عبد الأكبر).
إبراهيم بن أخي جرير البجلي كوفي.
سليمان العطار بصري.
سليمان بن أبي سليمان عن أنس.
موسى مولى بن عامر.
موسى السبلاني بصري.
موسى أبو سعدة بصري.
يحيى بن عبد الحميد.
وغيرهم الكثير.

## روى عنه
روى عنه خلقٌ كثير، أشهرهم:
1. سعد
2. وأيوب بن موسى
3. والأعمش، فقد كانوا شيوخًا وتلاميذ له.
4. سفيان بن سعيد بن مسروق الثوري الكوفي، وقد كان من أقرانه وشيوخه أيضًا.
5. يحيى بن سعيد بن فروخ القطان البصري، وهو من شيوخه أيضًا.
6. النضر بن شميل المازني أبو الحسن النحوي البصري.
7. محمد بن جعفر الهذلي البصري، المعروف باسم غندر.

## منهج شعبة في طلب ورواية الحديث
اعتمد شعبة منهجًا رصينًا في طلبه وروايته للحديث، وأهم أسس ذلك المنهج:
1. تتبعه لأعلام المحدثين: فقد كانت أكثر رحلاته للكوفة لطلب العلم من شيوخها. وقال في ذلك الإمام أحمد بن حنبل: (روى عن ثلاثين رجلًا من أهل الكوفة لم يرو عنهم سفيان).[32] وقال عنه سفيان بن عيينة: (لقيت شعبة في طريق مكة فقلت: أين تريد؟ فقال: أريد الأسود بن قيس، أستفيد منه حديثًا).[33]
2. كان شعبة لا يروي في الغالب إلا عن ثقة: فمن شروطه عمن يحدث سأله عبد الرحمن بن مهدي: (متى يترك حديث الرجل؟ فقال: إذا حدث عن المعروفين ما لا يعرفه المعروفون، وإذا أكثر من الغلط، وإذا اتهم بالكذب، وإذا روى حديثًا غلطًا مجتمعًا عليه فلم يتهم نفسه فيتركه طُرح حديثه، وما كان غير ذلك فارووا عنه).[34]
وقد كان يرد حديث من يلعب بالشطرنج ويلهو بآلات الطرب، وغير ذلك. فجاء في سير أعلام النبلاء: قال شعبة: (رأيت ناجية الذي يروي عنه أبو إسحاق، يلعب بالشطرنج، فتركته، فلم أكتب عنه).[25]
3. لا يحمل عن شيوخه إلا ما صرحوا فيه بالتحديث: فقد كان يعتمد على السماع المباشر من الشيخ، وفي ذلك قال: (كل حديث ليس فيه أنا وثنا فهو خل وبقل).[35] وقال: (كنت انظر إلى فم قتادة، فإذا قال سمعت أو حدثنا، كتبت، وإذا قال حدَّثَ، لم أكتب).[36]
4. شدة تحريه في الحديث: وقال شعبة في ذلك: (ما أعلم أحدًا فتش الحديث كتفتيشي، وقفت على أن ثلاثة أرباعه كذب).[37] فقد كان لا يرضى أن يسمع الحديث مرة، بل يعاود صاحبه مرارًا، فيتأكد ألا خطأ فيه. وقال في ذلك أبو حاتم عن حماد بن زيد: (ما أبالي من خالفني إذا وافقني شعبة، لأن شعبة كان لا يرضى أن يسمع الحديث مرة، يعاود صاحبه مرارًا ونحن كُنا إذا سمعناه مرة اجتزينا به).[38] وقال في ذلك شعبة أيضًا: (اختلفت إلى عمرو بن دينار خمسمئة مرة، وما سمعت منه إلا مئة حديث).
5. كان يشترط وجه المحدث أثناء التحديث: وقال في ذلك شعبة: (إذا سمعت من المحدث ولم ترَ وجهه فلا ترو عنه).[39] ولعله لهذا السبب لم يرو عن امرأة أجنبية سوى شميسة العتكية، وهذا أيضًا في بداية أمره.

## الرد عن شعبة
كان هنالك من حاول اتهام شعبة بن الحجاج بالتدليس (رغم ثناء أئمة الأمة عليه وعلمائهم) ليحطوا من شأنه، إلا أن ما قدموه يرد عليهم عن طريق كل ذي علمٍ بالحديث، فنقلوا ما يلي:
1. مقولة للمعافى بن زكريا الجريري في كتابه «الجليس الصالح»، انتقد فيها شعبة وقال إنه يروي عن المدلسين. ويرد على ذلك أنَّ القاضي المعافى بن زكريا من علماء السنة، لكنه برع في الفقه والقضاء، وليس بمحدث، وكتابه نفسه شاهد عليه، فقد جمع فيه غرائب وتناقضات، وقال فيه الذهبي: (وله كتاب الجليس والأنيس، فيه عجائب).[41] كما أنه لم يذكر تلك المرويات التي قال أنَّ شعبة رواها وفيها تدليس، فلا يعتبر قوله، لعدم كونه محدثًا، ولعدم ذكره لتلك المرويات التي اتهمه بها.
2. حديث «ليس بين العبيد قصاص» الذي رواه غندر عن شعبة عن حماد عن إبراهيم. فجاء في كتاب العلل أن شعبة لم يسمع هكذا حديث عن حماد، فاتهموا شعبة بالتدليس. إلا أنه وجدت نسخة عن غندر عن شعبة عن عبد الخالق أو الهيثم (وليس شعبة عن حماد)، وأيضًا في الأولى يحمل التدليس على غندر، وليس على شعبة. فاتهام شعبة دون غيره هنا ليس بوجه حق.
3. حديث «من لبس الحرير في الدنيا لم يلبسه في الآخرة» والذي رواه شعبة عن قتادة السراج عن أبي سعيد الخدري عن النبي ﷺ، فقيل إنه أغفل هشام الذي رواها عن قتادة. لكن في الأمر روايتان، إحداها موقوفة من شعبة عن طريقة قتادة، والأخرى من شعبة عن طريق هشام عن طريق قتادة، وتلك مرفوعة، وفي ذلك قال شعبة: (وأخبرني هشام وكان أصحب له مني إنه كان يرفعه إلى النبي ﷺ).[42]

## انتقادات على شعبة بن الحجاج
لكثرة ما روى من أحاديث على مر سنوات طويلة، فكان لا بد من طبيعته البشرية ورود بعض الأخطاء البسيطة أمام الكم الهائل مما رواه، ولذلك يوجد علوم ورجالات كثير للحديث، فوردت بعض الانتقادات على بعض أفعاله، ومنها:
خلط وأوهام في أحاديث معينة: وذلك مثل قلبه للراوي إسماعيل بن محمد في حديث لبس سعد وطلحة خواتيم الذهب. وتسميته لإياد بن لقيط السدوسي بـ «سدوس» في حديث مس الذكر، وكذلك تسميته «خالد بن علقمة» «مالك بن عرفطة» في حديث الوضوء، وغيرها من الأمثلة. علمًا أن هنالك أوهامًا أخرى تُنسب إلى شعبة وهي ليست منه، إنما من نقل عنه (مثل ما ذكره غندر)، أو يحصل وجود عدم يقين في كنية أو لقب شخصٍ بعينه، فيظن أن شعبة توهم (مثل الحديث الذي رواه عن حجر، فقد لقبه شعيب بـ «حجر بن عنبس» لكن لقبه الثوري بـ «حجر أبو السكن» وتبين أن لحجر هذان اللقبان). وأما أوهامه فقد شملت إلى جانب الخلط في عددٍ من أسماء الرجال أوهامًا في الأسانيد والمتون، بعضها نقصان وبعضها زيادة.
تركه الرواية عن عبد الملك بن أبي سليمان، وأخذه عن محمد بن عبيد الله العرزمي. وقال الخطيب: (أساء شعبة في اختياره لمحمد، وتركه عبد الملك، لأن محمد بن عبيد الله لم يختلف أئمة الأثر في ذهاب حديث، وسقوط روايته، وثناؤهم على عبد الملك مستفيض). وكذلك روايته عن جابر الجعفي، والذي كذبه غير واحد. وفي ذلك قال أبو حاتم محمد بن إدريس: (إذا رأيت شعبة يحدث عن رجل فاعلم أنه ثقة، إلا نفرًا بأعيانهم).

## هامش
- 1 لم يذكر ابن خلكان موعد ولادته صراحة وإنما ذكر متى توفي وكم كان عمره لما توفي.